# خاچاطور آواگیان
خاچاطور آبگاری آواگیان (ارمنی: Խաչատուր Աբգարի Ավագյան؛ زاده ۲۵ سپتامبر ۱۹۲۵ - درگذشته ۲۳ ژانویهٔ ۲۰۱۲) طنزپرداز، نمایش‌نامه‌نویس، نویسنده ادبیات کودکان اهل ارمنستان بود. وی بین سال‌های - تا - میلادی فعالیت می‌کرد.

## زندگی‌نامه
وی در ۲۵ سپتامبر ۱۹۲۵ در کاناکراوان در به دنیا آمد و از انستیتو دولتی هنری و نمایشی ایروان (۱۹۵۰) فارغ‌التحصیل گشت. وی عضو اتحادیه نویسندگان شوروی بود. وی در انستیتو هنری فعالیت می‌کرد. وی همچنین برنده جوایزی همچون چهره هنری شایسته ارمنستان شوروی (۱۹۸۴) شد. وی در ۲۳ ژانویهٔ ۲۰۱۲ در سن ۸۶ سالگی در ایروان درگذشت.

## یادداشت
1. ↑  թատերագետ
2. ↑  դրամատուրգ
3. ↑  երգիծաբան
4. ↑  ՀՀ ԳԱԱ արվեստի ինստիտուտ